# Kwalvlo
De kwalvlo (Hyperia galba) is een parasitair vlokreeftje uit de familie Hyperiidae. De wetenschappelijke naam van de soort werd in 1815 voor het eerst geldig gepubliceerd door George Montagu.

## Beschrijving
Deze vlokreeftensoort wordt 12 mm groot en heeft een ronde lichaamsvorm die doorschijnend is en een lichtbruine kleur heeft. Een van de meest opvallende kenmerken van deze soort zijn de zeer grote, groene ogen. Deze bezetten de gehele zijkanten van het hoofd, dat kort en afgerond is. Zowel het hoofd als de thorax zijn voller dan de buik, vooral bij de vrouwtjes. De gnathopoden zijn eenvoudig. Het heeft draadvormige antennes die erg kort zijn bij vrouwtjes en lang bij mannetjes. Het heeft een zijdelings en dorsaal afgeronde pereion die diep en enigszins zijdelings samengedrukt is.

## Leefgebied
De kwalvlo komt zeer wijdverbreid voor in de Noordzee. Het leeft als exoparasiet binnen in kwallen, waaronder die van de geslachten Rhizostoma en Aurelia, maar eventueel ook andere binnen de klasse van schijfkwallen. Het zijn goede zwemmers, die eenmaal buiten hun gastheer actief zwemmend een volgende kwal zoeken. Als ze vanuit het plankton een kwal zijn binnengedrongen worden ze meer doorzichtig, op de meestal groen gekleurde ogen na.